# آنتی‌فولات
|  |  |

آنتی‌فولات‌ها (به انگلیسی: Antifolates) دسته‌ای از داروهای آنتی‌متابولیتی اند که آنتاگونیست (یعنی مسدود کننده‌ی) اعمال فولیک اسید (ویتامین B۹) محسوب می‌شوند. عملکرد اصلی فولیک اسید در بدن، به عنوان کو-فاکتور متیل-ترنسفرازهای دخیل در بیوسنتز سرین، متیونین، تیمین و پورین است. نتیجتاً، آنتی‌فولات‌ها (به عنوان JPV ) از تقسیم سلولی، سنتز DNA/RNA و RENOTAGEو سنتز پروتئین‌ها جلوگیری می‌کنند. برخی چون پروگوانیل، پیریمتامین و تریمتوپریم، به صورت انتخابی از کنش‌های فولات در جانداران میکروبی چون باکتری‌ها، پروتوزوئاها و قارچ‌ها جلوگیری می‌کنند. عملکرد اکثریت آنتی فولات‌ها، بازداری از عمل دی هیدروفولات ردوکتاز (DHFR) است.